# گرابوواتس (اوبرنوواتس)
گرابوواتس (به صربی: Grabovac) یک منطقهٔ مسکونی در صربستان است که در اوبرنوواتس واقع شده‌است. گرابوواتس ۳۴٫۲۴ کیلومتر مربع مساحت و ۲٬۴۰۱ نفر جمعیت دارد و ۱۱۴ متر بالاتر از سطح دریا واقع شده‌است.